# Ernst Kötter
Ernst Rudolf Kötter (* 7. August 1859 in Berlin; † 26. Januar 1922 in Aachen) war ein deutscher Mathematiker.

## Leben
Ernst Kötter studierte ab 1879 Mathematik in Berlin und wurde 1884 bei Karl Weierstraß promoviert. 1887 wurde er nach der Habilitation Privatdozent an der Berliner Universität, 1894 Professor. Ab 1897 war er Professor für Darstellende Geometrie in Aachen als Nachfolger von Friedrich Schur.
Kötter befasste sich mit algebraischer Geometrie und Geometrie. 1886 gewann er mit Grundzüge einer rein geometrischen Theorie der algebraischen ebenen Kurven einen Preis der Berliner Akademie. 1901 veröffentlichte er in den Jahresberichten der DMV eine Geschichte der projektiven Geometrie von Gaspard Monge bis Karl von Staudt.
Kötter war Mitglied der Leopoldina.
Ernst Kötter war der Bruder von Fritz Kötter.

## Schriften
- Beiträge zur Theorie der Osculationen bei ebenen Curven dritter Ordnung. Berlin 1884 (Dissertation).
- Grundzüge einer rein geometrischen Theorie der algebraischen ebenen Kurven, Preisschrift der Steiner’schen Stiftung. Abhandlungen der Berliner Akademie der Wissenschaften, 1887 (Textarchiv – Internet Archive).
- Die Hesse’sche Curve in rein geometrischer Behandlung. In: Mathematische Annalen. Band 34, 1888, S. 123–149.
- Einige Hauptsätze aus der Lehre von den Curven dritter Ordnung. In: Mathematische Annalen. Band 38, 1891, S. 287–297.
- Über diejenigen Polyeder, die bei gegebener Gattung und gegebenem Volumen die kleinste Oberfläche besitzen. Erste Abhandlung. In: Journal für die reine und angewandte Mathematik. Band 110, 1892, S. 198–229.
- Die Entwicklung der synthetischen Geometrie von Monge bis auf Staudt (1847). In: Deutsche Mathematiker-Vereinigung (Hrsg.): Jahresbericht der Deutschen Mathematiker-Vereinigung. Band 5, Heft 2. Teubner, 1901, ISSN 0012-0456, S. 95 (uni-goettingen.de – Teil 1 eines Berichts, S. 1–485).
- Construction der Oberfläche zweiter Ordnung, welche neun gegebene Punkte enthält. In: Deutsche Mathematiker-Vereinigung (Hrsg.): Jahresbericht der Deutschen Mathematiker-Vereinigung. Band 9. Teubner, 1901, ISSN 0012-0456, S. 99–102 (uni-goettingen.de).